# AN Близнецов
AN Близнецов (лат. AN Geminorum) — двойная затменная переменная звезда типа Алголя (EA) в созвездии Близнецов на расстоянии приблизительно 4 007 световых лет (около 1 229 парсек) от Солнца. Видимая звёздная величина звезды — от +15,2m до +13,2m. Орбитальный период — около 2,0325 суток.

## Характеристики
Первый компонент — белая звезда спектрального класса A2. Радиус — около 2,34 солнечных, светимость — около 7,845 солнечных. Эффективная температура — около 6315 К.
Второй компонент — жёлтый субгигант спектрального класса G4IV.